# Dawid Rubinowicz
Dawid Rubinowicz (ur. 27 lipca 1927 w Kielcach, zamordowany 22 lub 23 września 1942 w Treblince) – żydowski chłopiec, autor pamiętników opisujących prześladowania Żydów podczas II wojny światowej.
Dawid był synem Joska i Tauby – jego rodzice przed wojną prowadzili mleczarnię we wsi Krajno na Kielecczyźnie. Podczas wojny zostali przesiedleni do getta w Bodzentynie, a stamtąd we wrześniu 1942 pognano ich na stację kolejową w Suchedniowie. 21 września 1942 zostali wywiezieni do niemieckiego obozu zagłady w Treblince.
Dzienniki Rubinowicza spisywane prostym językiem w pięciu szkolnych zeszytach od marca 1940 do czerwca 1942, obrazują zwykłe dzieciństwo przerwane okupacją i prześladowaniami niemieckimi. Odnalezione po wojnie zapiski zostały opublikowane w wielu krajach świata (wydania polskie 1960 i 1987).